# Poecilimon armeniacus
Poecilimon armeniacus is een rechtvleugelig insect uit de familie sabelsprinkhanen (Tettigoniidae). De wetenschappelijke naam van deze soort is voor het eerst geldig gepubliceerd in 1921 door Boris Petrovich Uvarov.